# Phiten
Phiten K.K. (jap. ファイテン株式会社 faiten kabushiki kaisha) ist ein japanisches Unternehmen, das sportmedizinische Produkte, sowie Schmuck und Sportbekleidung herstellt. Neben Stütz- und Wärmebandagen, Tape und Pflaster werden auch T-Shirts, Socken, sowie Halsketten und Armbänder angeboten.

## Geschichte
Die Firma wurde 1983 von Yoshihiro Hirata und Ayako Doue gegründet. Hirata eröffnete im Alter von 29 Jahren eine Praxis für Physiotherapie und ging später mit Titan bearbeiteten Tapes auf den Markt.
Der Hauptsitz von Phiten ist in Kyōto, Japan. Dazu gibt es Filialen in sechs weiteren japanischen Städten, sowie Niederlassungen in den USA, Korea, Macau, China, Deutschland, Schweiz, England und Mexiko. Der Name der Firma ist abgeleitet vom griechischen Buchstaben Φ (phi), das die Firma als Symbol für Balance interpretiert.
Der Jahresumsatz betrug im Geschäftsjahr 2008/09 13,9 Mrd. Yen (rund 104 Mill. Euro). Das Unternehmen hat 680 Mitarbeiter.

## Behaupteter Produktnutzen und Kritik
Alle Produkte von Phiten beinhalten angeblich Spuren von Titan, dem die Firma gesundheitsfördernde Effekte zuschreibt. Phiten behauptet, in der Lage zu sein, kleine Teilchen des Metalls auch in Stoff einzuwaschen. Dies soll mittels des sogenannten „Phild-Prozess“ möglich sein, durch den „Aquatitan“, eine in Wasser verteilte und „energetisierte“ Form von Titan-Nanopartikeln, entstehe. Aus biochemischer Sicht ist eine solche Energetisierung jedoch nicht nachvollziehbar.
Laut Phiten sollen ihre Produkte Erschöpfung und Müdigkeit abbauen, indem sie durch die Regulierung der Bioelektrik des Körpers die körpereigenen positiven und negativen Ionen ausgleichen. Erschöpfung und Müdigkeit werden jedoch nach wissenschaftlichen Erkenntnissen nicht durch fehlende Balance von Ionen im Körper verursacht. Die von Phiten behaupteten Effekte sind nicht bewiesen und werden von vielen Experten bezweifelt, zumal Titan entgegen den Behauptungen Phitens kein guter elektrischer Leiter ist. Auch von der US Food and Drug Administration wird die Wirkung nicht anerkannt. Der Schweizer Medizinprofessor Beda M. Stadler zählt Phiten-Produkte zur Alternativmedizin und spricht von „reiner Bauernfängerei“.
Phiten finanziert selbst Studien zum mutmaßlichen Effekt der Produkte. Martin Korte von der Technischen Universität Braunschweig publizierte die Ergebnisse einer von der Firma Phiten unterstützten Studie unter dem Titel Influence of Aquatitan tape on nerve cells of the central nervous system. Wataru Aoi et al. publizierten zum Thema unter dem Titel Relaxant effect of microtitan via regulation of autonomic nerve activity in mice. Toshiyuki Kawake, einer der Autoren dieser Studie, ist Mitarbeiter der Firma Phiten.

## Sponsoring
Phiten vermarktet seine Produkte durch Sponsoring zahlreicher Sportler weltweit.
So hatten der Profigolfer Sergio García, die Marathonläuferin Paula Radcliffe und Tennis-Star Martina Hingis zeitweise Sponsorenverträge mit Phiten. Besonders in Japan nutzen einige bekannte Athleten Phiten-Produkte, etwa Naoko Takahashi, Yu Darvish oder Shingo Katayama. In den USA ist Phiten unter anderem Sponsor verschiedener MLB-Spieler, darunter Josh Beckett, Tim Lincecum, Joba Chamberlain, Randy Johnson, Justin Verlander und Dustin Pedroia.
In Deutschland sponsert Phiten unter anderem den Eishockeynationalspieler Michael Bakos, den Biathleten Andreas Birnbacher, einige Athleten aus dem Triathlon-Sport und die Nationalmannschaft der Standvolleyballer.